# Vélij
Vélij - Велиж (rus) - és una ciutat de l'óblast de Smolensk, a Rússia a la riba del Dvinà Occidental a 134 km de Smolensk. Al segle xiv fou una fortificació de frontera del Gran Ducat de Lituània. Rússia la va reconquerir el 1536, però la restituí Lituània durant el Període Tumultuós. La vila fou tornada a Rússia sota els termes del Primer Repartiment de Polònia el 1772. Una gran part de la ciutat fou destruïda durant la Segona Guerra Mundial. Abans de la repressió antisemita iniciada per Stalin al començament de la dècada de 1930. Vélij tenia una prolífica comunitat jueva a la qual serví el rabí Eliezer Poupko durant més de vint anys.